# Lotus E22
A Lotus E22 egy Formula–1-es versenyautó, amit a Lotus F1 Team tervezett a 2014-es idényre. A csapat két pilótája maradt a francia Romain Grosjean, mint az előző idényben is, valamint a Kimi Räikkönen helyére a Williams-től érkező egyszeres futamgyőztes Pastor Maldonado.
Ez volt az enstone-i csapat által épített utolsó Renault motoros autó, mielőtt a Renault gyári csapatává nem váltak volna 2016-ban.

## Tervezés

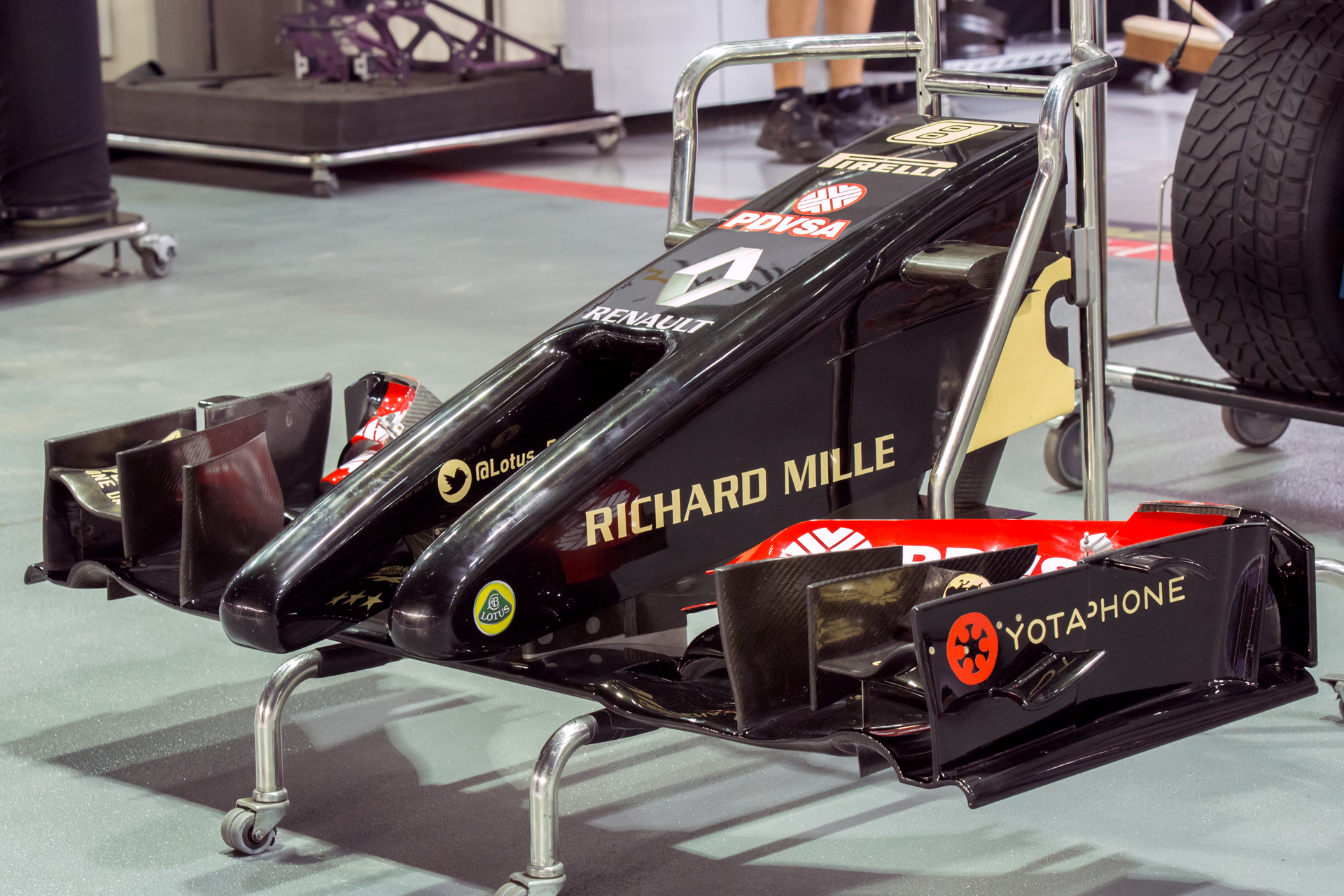
A Lotus "rozmárorrára" Szingapúrban.

A 2014-es szezonban a Lotus E22-es a legszokatlanabb versenyautó volt, és nem csak az aszimmetrikus orr-része és tüskéi miatt, de az autó hátsó része is nagyon sok érdekességet tartogatott. Az orr aszimmetrikus, kicsit a Williams 2004-es rozmárorrára emlékeztető megoldás. Az új technikai szabályzat értelmében az idei autóknak biztonsági okokból a korábbinál alacsonyabbra nyúló, a padlólemeztől az eddigi 415 helyett 135 milliméterre emelkedő orrkúppal kellett rendelkezniük, ám miután ezen regula csak a kocsi orrának végére, azaz az orrkúpra vonatkozik, aerodinamikai szempontból pedig továbbra is a magasabb kialakítás volt a hatékonyabb, ezért egy kiskaput kihasználva "dupla" orrot építettek, amely valójában egy, mert technikailag a jobb oldali, hosszabb elem az orr.
A központi szárnytartó oszlopot a mérnökök az autó középvonalától egy kicsit eltolták balra, míg a kipufogónyílást egy kicsit jobbra tolták el. A bahreini teszt utolsó előtti napján pedig a Lotus egy extrém hűtési kapacitású oldaldobozt is tesztelt, ahol az oldaldobozok végén egy hatalmas nyílás volt látható. Az új konstrukción egy nagyon keskeny felső légbeömlő nyílás volt található, az erőforrás-egység hűtésének a javítása érdekében azonban egy apró nyílást terveztek a mérnökök a motorborítás tetejére, aminek a feladata a turbó hűtése volt, míg a turbótól érkező meleg levegő szintén az autó motorborításán át távozott.
A versenyzőknek ettől az évtől kezdve saját rajtszámot kellett választaniuk. Grosjean a 8-ast választotta, mert az előző évben is az volt, Maldonado pedig szokatlan módon a 13-ast, amit egyébként sosem osztottak ki.
Több mint két éven át dolgozott a csapat az E22-es konstrukcióján, de a rossz anyagi helyzet és a Renault problémás technikai csomagja miatt az autó messze nem tudta megmutatni a benne rejlő potenciált.

## A szezon
A Lotus nem képviseltette magát a spanyolországi gyakorláson, viszont később ők is elutaztak Jerezbe, ahol a csapat venezuelai versenyzője, Pastor Maldonado a két filmes nap alatt összesen 100 kilométert tett meg az E22-essel.
Grosjean a szezon során két alkalommal szerzett pontot. Spanyolországban és Monte-Carlóban, ahol mind a kétszer a 8. helyen végzett. Maldonado egyedül Amerikában lett 9., amivel két pontot szerzett. A csapat fennállása leggyengébb szezonját produkálta, a turbókorszak nem sok jót hozott a szezon során számukra.
A szezonnyitó ausztrál nagydíjon mindkét pilóta technikai probléma miatt esett ki. Bahreinben Maldonado egy bizarr baleset részese volt: egy kanyarban jobbról érkezve oldalról szabályosan felöklelte Esteban Gutiérrez Sauberjét, amely autó felborult és fejjel lefelé állt meg. Monacóban Maldonado a felvezető kör indulásakor a rajtrácson ragadt, el sem tudott indulni a versenyen az üzemanyagpumpa meghibásodása miatt. Kanadában a venezuelai pilóta az időmérőn autója turbójának meghibásodása miatt leállt az első szakaszban, de vizsgálat indult ellene, mert a kormányt nem helyezte vissza az autóba az előírásoknak megfelelő módon. Végül megúszta figyelmeztetéssel. A futamon mindkét pilóta kiesett, a Maldonado hajtómű, míg francia kollégája hátsó szárny problémák miatt volt kénytelen feladni a versenyt.
Németországban Grosjean kiesett, ezután a soron következő magyar és belga futamon is kiesett. Spában Maldonadót is műszaki hiba sújtotta, már az 1. körben kiállni kényszerült a kipufogó meghibásodása miatt. A szezon hátralévő versenyein az autó megbízhatóbbá vált, rendszeresen célba értek az autókkal.
Grosjean végül a 13. helyen ért célba egy kör hátrányban. A szezont Grosjean a 14. helyen fejezte be a 8 megszerzett pontjával, míg Maldonado a 16. lett 2 ponttal. A konstruktőrök világbajnokságában a 8. helyen végeztek 10 ponttal.

## Teljes Formula–1-es eredménysorozat
(Táblázat értelmezése)

(Félkövér: pole-pozícióból indult; dőlt: leggyorsabb kört futott) 

| Év   | Motor                  | Gumi | Versenyzők       | 1   | 2   | 3   | 4   | 5   | 6   | 7   | 8   | 9   | 10  | 11  | 12  | 13  | 14  | 15  | 16  | 17  | 18  | 19  | Pont | Helyezés |
| ---- | ---------------------- | ---- | ---------------- | --- | --- | --- | --- | --- | --- | --- | --- | --- | --- | --- | --- | --- | --- | --- | --- | --- | --- | --- | ---- | -------- |
| 2014 | Renault Energy F1-2014 | P    |                  | AUS | MAL | BHR | CHN | ESP | MON | CAN | AUT | GBR | GER | HUN | BEL | ITA | SIN | JPN | RUS | USA | BRA | ABU | 10   | 8.       |
| 2014 | Renault Energy F1-2014 | P    | Romain Grosjean  | Ki  | 11  | 12  | Ki  | 8   | 8   | Ki  | 14  | 12  | Ki  | Ki  | Ki  | 16  | 13  | 15  | 17  | 11  | 17† | 13  | 10   | 8.       |
| 2014 | Renault Energy F1-2014 | P    | Pastor Maldonado | Ki  | Ki  | 14  | 14  | 15  | Ni  | Ki  | 12  | 17† | 12  | 13  | Ki  | 14  | 12  | 16  | 18  | 9   | 12  | Ki  | 10   | 8.       |

†: Kiesett, de a versenytáv 90%-át teljesítette, így teljesítményét értékelték.
A 2014-es szezonzáró abu-dzabi nagydíjon dupla pontokat osztanak ki.